# Libret
Libretul (din italiană libretto) este textul folosit sau destinat unei lucrări muzicale extinse, cum ar fi o opera, opereta, mască, oratoriul, cantata sau musicalul. Termenul „libretto” se referă de asemenea și la textul unei lucrări liturgice precum recviemul, cantata sacră sau suportul de text al unei piese de balet.
Libretto (din limba italiană, plural libretti), este diminutivul cuvântului libro (carte). Uneori, se utilizează echivalente din alte limbi: livret (franceză), Textbuch (germană). Libretul se distinge de rezumatul sau scenariul unei piese, deoarece libretul include toate cuvintele și indicațiile, pe când rezumatul conține doar punctele-cheie ale unei lucrări. Unii istorici ai baletului utilizează termenul libret atunci când se referă la broșurile de 15-40 de pagini care conțineau descrierea în detalii a baletului și analiza fiecărei scene, broșuri vândute spectatorilor parizieni ai secolului al XIX-lea.
Relația dintre libretist (autorul libretului) și compozitorul piesei muzicale a variat de la un secol la altul, astfel au făcut și tehnicile de scriere.
În contextul unei piese musical jucate în limba engleză modernă, libretul deseori se referă la cartea lucrării, deși în acest caz cartea exclude versurile cântate.

## Relația dintre compozitor și libretist
În secolele XVII si XVIII, libretele pentru operă, oratorii și cantate erau deseori scrise de către poeți. Pietro Metastasio (1698-1782; numele adevărat Pietro Tapassi) a fost unul din cei mai apreciați libretiști ai Europei. Un alt libretist notoriu al secolului XVIII a fost Lorenzo da Ponte, care a scris librete atât pentru trei dintre cele mai mari opere a compozitorului Wolfgang Amadeus Mozart, cât și pentru mulți alți compozitori.
Eugène Scribe a fost unul din cei mai prolifici libretiști ai secolului XIX, scriind textele lucrărilor lui Giacomo Meyerbeer, (compozitor cu care a avut o colaborare de lungă durată), Auber, Vincenzo Bellini, Donizetti, Rossini și Verdi. Duoul scriitorilor francezi Henri Meilhac și Ludovic Havely au scris nenumărate texte pentru operele și operetele compozitorilor Jacques Offenbach, Jules Massenet și Georges Bizet. Arrigo Boito, care  pe lângă compunerea a două opere, a scris librete pentru  Giuseppe Verdi și Amilcare Ponchielli.
Libretul nu e întotdeauna scris înaintea muzicii. Unii compozitori precum Mikhail Glinka, Alexander Serov, Rimski-Korsakov, Puccini și Mascagni au compus pasaje fără text, cărora ulterior le scriau versuri pentru partiturile vocale melodice. Asta a fost cazul pentru musicalurile americane ale secolului XX ca și în cazul colaborării între Richard Rodgers și Lorenz Hart, iar în echipa Rodgers și Hammerstein, textul era în general scris înaintea muzicii.)
Unii compozitori scriau propriile librete. Richard Wagner este probabil cel mai vestit in aceatsa privință, datorită transformărilor legendelor și evenimentelor germanice în subiecte epice pentru operele sale și dramele muzicale. Hector Berlioz, de asemenea, a scris libretele pentru două dintre lucrările sale vestite, “La Damnation de Faust” și “Les Troyens”. Alban Berg a adaptat piesa de teatru Woyzeck a scriitorului Georg Büchner pentru libretul operei Wozzeck.
Uneori, libretul este scris în colaborare strânsă cu compozitorul, aceasta poate include adaptarea, ca și în cazul lui Rimski-Korsakov și a libretistului său Bel’sky. În cazul musicalurilor, muzica, textul și didascaliile ar putea avea fiecare câte un autor. Prin urmare, un musical numit “Fiddler on the Roof” (Scripcarul pe acoperiș) are un compozitor (Jerry Bock), un liricist (Sheldon Harnick) și un scriitor al didascaliilor (Joseph Stein). În cazuri rare, compozitorul scrie totul în afară de aranjamentele coregrafice. Astfel a făcut Lionel Bart pentru “Oliver!”.
Procesul de dezvoltare a unui libret se aseamănă celui de dezvoltare a pieselor pe scenă. Există etapele preliminare ale selectării sau sugerării unui subiect și apoi de dezvoltare a unei schițe a acțiunii în formatul unui scenariu, de asemenea și reviziile lucrării aflate în producție.

## Caracteristicile literare
De la începuturile ei (circa anul 1600), libretul era scris în versuri, și acest lucru a continuat și în secolul XIX, deși genurile teatrului musical cu dialog vorbit au transformat versurile cântate în proză vorbită. De la sfârșitul secolului XIX, unii compozitori de operă au compus material pentru librete sub formă de proză sau vers liber. Majoritatea recitativelor operei “Porgy and Bess” de George Gershwin provin din piesa Porgy a lui Dubose și Dorothy Heyward.
Libretul unui musical, pe de altă parte, este aproape întotdeauna scris în proză. Libretul unui musical, dacă musicalul e adaptat după o piesă (sau chiar un roman), ar putea să și împrumute dialogul din sursa originală – majoritatea piesei “Oklahoma!” a utilizat dialogurile pieselor “Green Grow the Lilacs”, a autorului Lynn Riggs, “Carousel” a utilizat dialogurile piesei “Liliom” de Ferenc Molnár, “My Fair Lady” include dialogul din “Pygmalion” de George Bernard Shaw, Man of La Mancha a fost adaptată după piesa televizată “I, Don Quixote”, care oferă majoritatea dialogurilor. Chiar și musicalul “Show Boat” care e foarte diferit de nuvela Ednei Ferber, utilizează câteva din dialogurile originale ale scriitoarei, îndeosebi la scena incrucișării raselor diferite. “Oliver!” de Lionel Bart folosește bucăți de dialog din nuvela “Oliver Twist” de Charles Dickens, deși se autoetichetează ca fiind o adaptare liberă a nuvelei]].

## Limba și traducerea
Precum și limba de origine a operei, limba italiană a dominat acest gen în Europa (cu excepția Franței) în timpul secolului XVIII, și chiar și în următorul secol în Rusia, de exemplu, când trupa italiană din Sankt Petersburg a fost provocată de apariția repertoriului rusesc. Excepții de însemnătate înaintea anului 1800 pot fi găsite în lucrările lui Purcell, opera germană a Hamburgului în timpul barocului, operei-baladă și în Singspiel-ul secolului XVIII, etc.
Ca și literatura sau cântecul, libretul are propriile dificultăți ale traducerii. În trecut (și chiar și azi), lucrările străine cu dialog vorbit, în special comediile, erau jucate având porțiunile cântate în limba originală iar partile dialogurilor în limba tradusă. Efectele pieselor netraduse în totalitate depind de la caz la caz.
Multe musicaluri sunt în mare parte neafectate, dar traducerea duce în confuzie în cazul pieselor precum “Show Boat”, “The Wizard of Oz”, “My Fair Lady” sau “Carousel”, în care versurile cântate și textul spus sunt adesea sau mereu integrate, iar versurile cântecelor servesc la dezvoltarea subiectului. Existența traducerilor tipărite fac cântarea în limba originală mult mai practică, deși nimeni nu poate fi lipsit de dorința de a asculta cântecul în propria limbă.
Cuvintele spaniole libretista (dramaturg) și libretto (scenariu), folosite în industria cinematografiei și televiziunii spaniole, își derivă sensul de la sensul inițial al termenilor.

## Statutul libretiștilor și al libretului
Pe parcursul istoriei, libretiștii s-au bucurat de mult mai puțină glorie decât compozitorii. În unele opere ale secolului XVII, numele libretistului nici nu este documentat. Așa cum tipărirea libretelor pentru vânzarea lor la spectacole a devenit tot mai des-utilizată, aceste lucrări deseori rezistă într-o stare mai buna decât însăși muzica inclusă în manuscris. Dar chiar și la capătul secolului XVIII, în Londra, recenziile menționează rar numele libretistului, lucru criticat de către Lorenzo da Ponte în lucrările sale.
Începând cu secolul XX, unii libretiști au fost recunoscuți pentru colaborările faimoase cum ar fi cea a lui Gilbert și Sullivan sau Rodgers și Hammerstein. Atât în trecut cât și în prezent, compozitorii coloanei sonore a unei opere sau operete sunt de obicei cei mai remunerați, libretiștii fiind următorii după compozitori. O excepție notorie fiind Gertrude Stein, care a încasat cel mai mult pentru “Four Saints in Three Acts”. O altă excepție a fost opera din 1906 a lui Alberto Franchetti, “La figlia di lorio” care a fost o interpretare foarte asemănătoare cu piesa lui Gabriele D’Annunzio, un vestit poet, scriitor și dramaturg Italian. În unele cazuri, adaptarea de operă devenea mult mai vestită decât textul literar pe care era bazată, cum e în cazul operei “Pelleas et Melisandre” a lui Claude Debussy, adaptare a piesei scrise de Maurice Maeterlinck.
Pe de altă parte, afilierea unui libret slab cu muzică bună a adus în unele cazuri autorului de librete un fel de nemurire accidentară.
“Ce e mai important în operă – muzica sau cuvintele?” a fost un subiect de dezbatere, care formează bazele a două lucrări mari: “Capriccio” de Richard Strauss și “Prima la musica, poi le parole” de Antonio Salieri.

## Publicarea libretelor
Libretele au fost disponibile în mai multe formate, unele mai complete decât altele. Textul, dialogul, versurile cântecelor și după caz, didascaliile sunt de obicei publicate aparte de muzică. Partiturile de operă tipărite conțin întregul libret, deși pot exista diferențe mari între partitură și textul tipărit. De cele mai multe ori, aceasta implică repetiția în plus a cuvintelor sau a frazelor din libret în însăși partitura muzicală. Spre exemplu, în aria “Nessun dorma” din opera “Turandot” de Puccini, râdurile finale ale libretului sunt “Tramontate, stele! All’alba,vincero!” (Apuneți, voi astrelor! În zori, voi învinge!). Iar în partitură, versurile sunt cântate: “Tramontate stele! Tramontate, stele! All’alba, vincero! Vincero! Vincero!”
Deoarece musicalul modern tinde să fie publicat în două formate separate dar în unele privințe comune (cartea cu toate cuvintele și partitura pentru pian și voce, incluzând și câteva indicații vorbite). Ambele formate sunt necesare pentru citirea minuțioasă a întregii lucrări.